# ウサマ・エル・アズジ
ウサマ・エル・アズジ（Oussama El Azzouzi, 2001年5月29日 - ）は、オランダ・ヴィーネンダール出身のサッカー選手。ボローニャFC所属。モロッコ代表。ポジションはミッドフィールダー。

## 経歴

### クラブ
オランダのフィテッセとFCフローニンゲンのユースチームに所属し、その後、エールステ・ディヴィジのFCエメンで1年間プレーして、エールディヴィジ昇格に貢献した。2022年7月、ロイヤル・ユニオン・サン＝ジロワーズに移籍して、1年間の延長オプション付きの3年契約を結んだ。8月6日、KVメヘレン戦で移籍後初出場を果たした。
2023年7月20日、ボローニャFCに移籍した。

### 代表
モロッコ系オランダ人であり、2023年3月にU-23モロッコ代表に招集された。
2023年6月、モロッコで開催される2023 U-23 アフリカネイションズカップの代表メンバーに選出され、チームは優勝を果たして、2024年パリオリンピックの出場権を獲得した。
2023年10月、モロッコ代表に初招集された。10月17日、アフリカネイションズカップ2023予選のリベリア代表戦で代表デビューを果たした。

## 人物・エピソード
プロサッカー選手のアヌアール・エル・アッツォージは、双子の兄弟である

## タイトル

### 代表
U-23モロッコ代表
- パリオリンピック銅メダル: 2024